# Singanyal
Singanyal is een bestuurslaag in het regentschap Padang Lawas Utara van de provincie Noord-Sumatra, Indonesië. Singanyal telt 599 inwoners (volkstelling 2010).